# Cantone di Beauvais-Nord-Ovest
Il Cantone di Beauvais-Nord-Ovest era una divisione amministrativa dell'arrondissement di Beauvais.
È stato soppresso a seguito della riforma complessiva dei cantoni del 2014, che è entrata in vigore con le elezioni dipartimentali del 2015.
Comprendeva parte della città di Beauvais e i comuni di:
- Fouquenies
- Herchies
- Pierrefitte-en-Beauvaisis
- Savignies